# Carancho (película)
Carancho es una película dramática-de suspenso de 2010, coproducción de Argentina, Chile y Francia dirigida por Pablo Trapero y protagonizada por Ricardo Darín, Martina Gusmán, Darío Valenzuela, Carlos Weber y José Luis Arias. El guion fue escrito por Trapero junto a Alejandro Fadel, Martín Mauregui y Santiago Mitre. Se estrenó el 6 de mayo de 2010.
La historia se centra en la relación entre una médica y un abogado sin matrícula, y se vincula con las víctimas de los accidentes de tránsito y el negocio de las indemnizaciones relacionadas con ellos, así como en las condiciones en que trabajan muchos médicos y enfermeras.

## Sinopsis
La historia gira alrededor de la relación que oscila entre el amor y el odio entre dos personas: Sosa y Luján. El primero es el "carancho", un abogado corrupto que, al igual que el ave de rapiña carroñera, vive de las víctimas de los accidentes de tránsito. Gracias a una serie de contactos recibe el dato del accidente y llega al lugar antes que todos, para ofrecer sus servicios legales a nombre de una supuesta "fundación" (la cual en realidad es ilegal). Si logra captar a la víctima le gestionará una indemnización, de cuyo importe deberá pagarle comisiones (coimas) a policías y paramédicos. Luján es una joven médica adicta que hace guardias en un hospital de San Justo, suele drogarse, su trabajo la angustia y durante sus guardias conoce a Sosa. Con el tiempo descubrirá a qué se dedica, lo encontrará otras veces en los accidentes y tratará de conducirse sin violar las reglas éticas. Mientras la relación entre ellos va evolucionando, él entrará en problemas con su jefe en la Fundación y buscará junto a Luján escapar de ese mundo sin aparente salida.

## Reparto
- Ricardo Darín ... Héctor Sosa
- Martina Gusmán ... Dra. Luján Olivera
- Darío Valenzuela ... Velasquez
- Carlos Weber ... El Perro
- José Luis Arias ... Casal
- Fabio Ronzano ... Pico
- Loren Acuña ... Mariana
- Gabriel Almirón ... Munoz
- José Manuel Espeche ... Garrido
- Francisco Acosta ... Pacheco
- Roberto Maciel ... Rinaldi
- Victor Verdejo ... Ampuero
- Carlos Cardozo
- Cristian De Asis
- Alejandro Fadel
- Pablo Galarza
- Gabriel Patricio Jiménez
- Martin Mauregui
- Claudio Menetti
- Santiago Mitre
- Miguel Ángel Olivera
- Nestor Quinones
- José Ramírez
- Francisco Silva
- Maria Soledad Bravo ... Mujer embarazada
- Jorge Roberto Suárez
- Julian Suárez
- Susana Varela
- Pablo Trapero ... Camillero